# ほどけてゆく人妻
『ほどけてゆく人妻』（ほどけてゆくひとづま、原題：Die Dinge zwischen uns）は、2008年2月15日にドイツのベルリン国際映画祭に出品されたR-15指定エロティック映画。貞淑な人妻が夫の不貞を機に自らの隠された欲望で働き始める物語を描く。イリス・ヤンセン監督・製作・脚本、ダニエラ・ヴッテが主演を担当する。
日本では劇場未公開。2010年10月6日にアットエンタテインメントより日本語字幕付きDVD（ATVD-14440）が発売されている。また、2012年8月9日にIMAGICA BSより放送予定。

## キャスト
| 役名                 | 俳優                       |
| -------------------- | -------------------------- |
| ミリアム・メルダース | ダニエラ・ヴッテ           |
| ベルント・メルダース | クリストフ・ヤコビ         |
| ジルビア             | アンティエ・ヴィドラ       |
| ジョセフ             | ハンス・ヨアヒム・ハイスト |
| フーゴ               | ピート・フックス           |

## スタッフ
- 監督・脚本：イリス・ヤンセン
- 製作：イリス・ヤンセン、メラニー・アンダーナッハ、クヌート・ローゼン、シュテファン・マルティン
- 撮影：アンドレアス・ケーラー
- 編集：ニコラ・ウントリッツ